# Ramsès-Mérenrê
Pour l’article homonyme, voir Ramsès.
Ramsès-Mérenrê (ou Ramsèsmeryenrê, ou encore Ramsès-Meroutymirê), prince d'Égypte est un fils peu connu de Ramsès II. Il figure au 21e rang. Il reste dans l'ombre du pouvoir.